# Hume (Illinois)
Hume es una villa ubicada en el condado de Edgar en el estado estadounidense de Illinois. En el Censo de 2010 tenía una población de 380 habitantes y una densidad poblacional de 274,24 personas por km².

## Geografía
Hume se encuentra ubicada en las coordenadas 39°47′55″N 87°52′9″O / 39.79861, -87.86917. Según la Oficina del Censo de los Estados Unidos, Hume tiene una superficie total de 1.39 km², de la cual 1.39 km² corresponden a tierra firme y (0%) 0 km² es agua.

## Demografía
Según el censo de 2010, había 380 personas residiendo en Hume. La densidad de población era de 274,24 hab./km². De los 380 habitantes, Hume estaba compuesto por el 99.21% blancos, el 0% eran afroamericanos, el 0% eran amerindios, el 0% eran asiáticos, el 0.26% eran isleños del Pacífico, el 0% eran de otras razas y el 0.53% pertenecían a dos o más razas. Del total de la población el 0.79% eran hispanos o latinos de cualquier raza.